# 4 Star Records

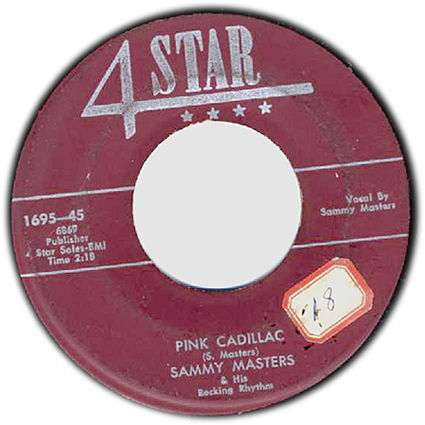
"Pink Cadillac", een single van rockabilly-ster Sammy Masters uit 1956, op 4 Star Records.

4 Star Records was een Amerikaans platenlabel, dat country-platen uitbracht, maar ook jazz, blues, rhythm-and-blues, gospel en latin.
Het label werd in 1945 opgericht door William A. McCall junior, Clifford McDonald en Richard A. Nelson, het was toen een sublabel van Gilt-Edge Records. Eind 1946 verkeerde het label in financiële problemen en investeerde McCall 5000 dollar in de firma, waardoor hij de eigenaar werd. 4 Star Records was tot 1949 gevestigd in Los Angeles, daarna verhuisde het naar Pasadena.
4 Star Records was het label waarop singles uitkwamen van countrysterren als Hank Locklin, Maddox Brothers and Rose, Webb Pierce en T. Texas Tyler. Op het gebied van de jazz kwam de firma met platen van onder andere Henry Busse, Wingy Manone, Claude Lakey en Opie Cates. Op het label verschenen ook vroege opnamen van Charles Mingus, onder de naam Baron Mingus. Van rhythm-and-blueszanger Ivory Joe Hunter kwamen veel opnamen op het label uit.
In 1954 tekende zangeres Patsy Cline een contract met 4 Star Records, haar platen werden geleased en gedistribueerd door Decca. Voor 4 Star Records nam Cline ruim vijftig nummers op, waaronder "Walkin' after Midnight", Clines eerste grote hit in 1957. Vanwege onenigheid met het label over de repertoirekeuze, stapte Cline over naar Decca. In 1956 haakte het label in op de rockabilly-rage, met platen van onder meer Sammy Masters.
De onderneming was op het gebied van singles actief tot ongeveer 1963. In de tweede helft van de jaren zeventig was Joe Johnson, medeoprichter van Challenge Records, verantwoordelijk voor een tweede leven van het label. Challenge Records en 4 Star Records brachten verzamelalbums met werk van beide labels uit.